# おさんぽの時間
『おさんぽの時間』（おさんぽのじかん）は、水沢めぐみによる日本の少女漫画作品。

## 概要
『りぼん』（集英社）にて2007年8月号から10月号まで連載。全3回。コミックスは全1巻。
これに先立って、2006年7月発売の『りぼん』夏休みピカピカ増刊『あみ〜ご』に「わんこといっしょ」というオールカラー7ページの絵本作品が掲載された。この連載は、言わばその発展形と言える。作者は大変な犬好きで、現在パンとプーという名前の2匹のトイプードルを飼っていることが、コミックスの柱の部分で語られている（「パンプーDIARY」）。
ただ、作者の作品に犬が登場するのは、これが初めてではない。これ以前にも、『空色のメロディ』の「ハチ」、『ないしょのプリンセス』の「わん」などの犬キャラが存在する。

## あらすじ
小学6年生の杏の家に、とてもかわいいトイプードルの赤ん坊がやって来た。きなこと名づけて可愛がる杏だが、赤ん坊犬の世話は思った以上に大変で、悪戦苦闘の連続。しかし、やはり犬を飼っている友人たちに助けられ、励まされて、少しずつきなこの飼い主として成長していく。

## 主な登場人物（および犬）
主人公をはじめ、主な登場人物は、みんな犬を飼っている、という設定になっている。
亜月杏（あづき あん）
主人公。小学6年生。素直で無邪気な性格。康太郎には「あんころモチ」と呼ばれている。トイプードルに夢中。飼い犬はアプリコットのトイプードルで、名前はきなこ。碧のことが好きだったが、中学生の時に失恋。月日は経ち、彼女は中学を卒業することになる。康太郎とは「ただの幼なじみ」だったが、康太郎の進路のことで寂しさを抱えるまま過ごしていた。そして彼女は康太郎のことが好きだと知り、中学の卒業式で告白して、両思いになり、琴と同じ高校へ進学した。
日高碧（ひだか あおい）
新しく杏のクラスに入って来た転入生。長身で美少年。自宅は、犬専門のペットショップ「ワンハウス」。飼い犬は黒いトイプードルで、名前はタルト。続編では彼は中学生になり、ちひろと両思いになる。
宮本康太郎（みやもと こうたろう）
杏の友人。父は獣医で、自宅は「宮本動物病院」。やんちゃで勝ち気。飼い犬は、額にハートマークのある黒いシェパード（？）で、名前はゴン太。康太郎は、杏には「ゴン太郎」と呼ばれている。月日は経ち、彼は中学を卒業することに。彼はすでに将来の進路を決めている。中学の卒業式に彼は杏に告白され、両思いになる。
琴（こと）
杏の友人。ややミーハーな性格。飼い犬の名前はサスケ。犬の種類は不明。
真（まこと）
杏の友人。飼い犬の名前はユキ。犬の種類は不明。
小松原ミカ（こまつばら ミカ）
杏のとなりのクラスで、杏のライバル、後には友人。杏には「ミカぴょん」と呼ばれている。日高碧が好きで、そのため杏にいじわるをするが、後で自分のしたことを反省し、おわびと仲直りの印にクッキーを杏の家まで持って来る。飼い犬はシルバーのトイプードルで、名前はバニラ。
奈月ちひろ（なつきちひろ）
日高の知りあいの女性。中学生くらいで、杏たちより年上。以前いた店の常連の客で、偶然に日高と出会い、声をかけて来る。杏たちは、日高の恋人ではないかと誤解する。
この他、杏の父と母、康太郎の父、日高の母などが登場する。　

## コミックス
りぼんマスコットコミックス（集英社）から刊行されている。
- 2007年11月20日発売 (ISBN 978-4-08-856786-0)
- 365日のおもちゃ箱（2004年、『りぼん秋のびっくり大増刊号』に掲載）も同時収録されている。